# Federación Jujeña de Futbol
La Federación Jujeña de Fútbol (FJF) es una federación deportiva que conduce el fútbol en la Provincia de Jujuy, Argentina. Fue fundada en 2018 por las ligas regionales de fútbol jujeñas para la celebración de torneos provinciales en los que participen clubes indirectamente afiliados a ella dentro de la jurisdicción de la Asociación del Fútbol Argentino (AFA).
Está afiliada al Consejo Federal del Fútbol Argentino, órgano interno de la AFA y ente rector del fútbol en el ámbito de ligas y clubes fuera del Área Metropolitana de Buenos Aires.
Se encarga de gestionar la Copa Jujuy (en sus ramas masculina y femenina) y la Copa Federación, así como de torneos provinciales juveniles y la Selección provincial de Jujuy. Su sede está en San Salvador de Jujuy.

## Historia
En una reunión llevada a cabo el 19 de junio de 2018, a la que asistieron los representantes de las ligas regionales de fútbol de Jujuy, la Liga Jujeña, la Liga Departamental, la Liga del Ramal, la Liga Regional y la Liga Puneña, se firmó la creación de la Federación Jujeña de Fútbol con el fin de organizar los torneos provinciales de clubes e impulsar el crecimiento del fútbol a nivel provincial. Su primer presidente fue Julio Bravo.
En 2022, la Federación Jujeña recibió el reconocimiento y oficialización por parte de la Asociación del Fútbol Argentino, a través del Consejo Federal, lo que le otorgó a la entidad la potestad de organizar los torneos federales de las diferentes disciplinas en territorio jujeño. También la Copa Jujuy recibió su homologación y reconocimiento definitivo como torneo oficial para la provincia.
Ese año se dio a conocer que la entidad madre del fútbol argentino anunció que la Federación había sido elegida para abrir una sede del Consejo Federal para el NOA en la Provincia de Jujuy, en el marco de un proceso de descentralización del organismo de AFA para las ligas regionales.

## Clubes participantes

### Primera A
Éstos son los equipos que conforman la Liga Jujeña de fútbol.

#### Equipos participantes año 2015
| Equipo                                                           | Ciudad/Barrio         | Fundación | Entrenador | Estadio | Capacidad | Uniforme   | Patrocinador Principal        |  |
| ---------------------------------------------------------------- | --------------------- | --------- | ---------- | ------- | --------- | ---------- | ----------------------------- |  |
| Altos Hornos Zapla                                               | Palpalá               | 1947      |            |         |           | Sport 2000 | Canal 2/Videotel/¡Viva Jujuy! |  |
| Altos Juniors                                                    | San Salvador de Jujuy |           |            |         |           |            |                               |  |
| Deportivo Alberdi                                                | San Salvador de Jujuy |           |            |         |           |            |                               |  |
| Ciudad de Nieva                                                  | San Salvador de Jujuy | 1958      |            |         |           |            |                               |  |
| Deportivo El Cruce                                               | San Salvador de Jujuy | 1927      |            |         |           |            |                               |  |
| Atlético Cuyaya                                                  | San Salvador de Jujuy | 1937      |            |         |           |            |                               |  |
| Asociación Atlética La Viña                                      | San Salvador de Jujuy | 1958      |            |         |           |            |                               |  |
| General Belgrano                                                 | San Salvador de Jujuy | 1927      |            |         |           |            |                               |  |
| General Lavalle                                                  | San Salvador de Jujuy | 1931      |            |         |           |            |                               |  |
| Gimnasia y Esgrima                                               | San Salvador de Jujuy | 1931      |            |         |           | KDY        | Banco Macro/¡Viva Jujuy!      |  |
| Atlético Gorriti                                                 | San Salvador de Jujuy | 1937      |            |         |           |            |                               |  |
| Deportivo Luján                                                  | San Salvador de Jujuy | 1954      |            |         |           |            |                               |  |
| Archivo:Escudo de Sportivo Belgrano (Jujuy).gif Sportivo Palermo | San Salvador de Jujuy | 1931      |            |         |           |            |                               |  |
| Atlético Palpalá                                                 | Palpalá               | 1968      |            |         |           |            |                               |  |
| Los Perales Comercio                                             | Los Perales           | 1929      |            |         |           |            |                               |  |
| Talleres                                                         | Perico                | 1944      |            |         |           | KDY        | COMODÍN/¡Viva Jujuy!          |  |

## Campeones de la Liga Jujeña
- Football League amateur Jujuy
  - Top 10 Clubes (1929-1933)
- Football League Jujuy
  - Top 15 clubes (1933-1949)
- Liga de Fútbol de Jujuy
  - Top 20 clubes (1953-1970)
- Liga Jujeña de Fútbol
  - Top 15 clubes (1970-2013)
- Liga Jujeña de Fútbol de la Primera A
  - Top 16 clubes (2014-actualidad)

| - 1928: General Belgrano - 1929: Juventud Unida - 1930: Regimiento 20 - 1931: General Belgrano - 1932: General Belgrano - 1933: Sin Competición por problemas provocados por el sismo - 1934: Regimiento 20 - 1935: General Belgrano - 1936: Ingeniero Arrieta - 1937: No se diputó - 1938: C. R. Y. S. - 1939: Independiente - 1940: Independiente - 1941: Cazadores de Los Andes - 1942: General Belgrano - 1943: Independiente - 1944: Cazadores de Los Andes - 1945: Gimnasia y Esgrima - 1946: Gimnasia y Esgrima - 1947: Gimnasia y Esgrima - 1948: Gimnasia y Esgrima - 1949: No se disputó por el sismo - 1950: No se disputó por el sismo - 1951: No se disputó por el sismo - 1952: Gimnasia y Esgrima |  | - 1953: No se disputó - 1954: General Belgrano - 1955: No se disputó - 1956: No se disputó - 1957: No se disputó - 1958: No se disputó - 1959: Discontinuado - 1960: Atlético Gorriti - 1961: Altos Hornos Zapla - 1962: Gimnasia y Esgrima - 1963: Gimnasia y Esgrima - 1964: Talleres de Perico - 1965: Gimnasia y Esgrima - 1966: Talleres de Perico - 1967: Gimnasia y Esgrima - 1968: Independiente - 1969: Gimnasia y Esgrima - 1970: No se disputó - 1971: Sin competición - 1972: Altos Hornos Zapla - 1973: Altos Hornos Zapla - 1974: Altos Hornos Zapla - 1975: Gimnasia y Esgrima - 1976: Gimnasia y Esgrima - 1977: Gimnasia y Esgrima |  | - 1978: Altos Hornos Zapla - 1979: Gimnasia y Esgrima - 1980: Gimnasia y Esgrima - 1981: Gimnasia y Esgrima - 1982: Atlético Cuyaya - 1983: Altos Hornos Zapla - 1984: Altos Hornos Zapla - 1985: Juventud Celulosa - 1986: Gimnasia y Esgrima - 1987: Altos Hornos Zapla - 1988: Juventud Celulosa - 1989: Altos Hornos Zapla - 1990: Talleres de Perico - 1991: Talleres de Perico - 1992: Atlético Gorriti - 1993: Talleres de Perico - 1994: Altos Hornos Zapla - 1995: Ciudad de Nieva |  | - 1996: Ciudad de Nieva (A) - 1996/97 Altos Hornos Zapla (C) - 1997: Gimnasia y Esgrima (A) - 1997/98 Altos Hornos Zapla (C) - 1998: Talleres de Perico - 1999: Atlético Gorriti - 2000: Talleres de Perico - 2001: Talleres de Perico - 2002: Altos Hornos Zapla - 2003: General Lavalle - 2004: Gimnasia y Esgrima - 2006: Atlético Cuyaya - 2005: Deportivo Los Perales - 2007: Altos Hornos Zapla - 2008: Gimnasia y Esgrima - 2009: Gimnasia y Esgrima |

| Temporada | Ganadores/campeones | Otros ascensos       |
| --------- | ------------------- | -------------------- |
| 2010      | Gimnasia y Esgrima  | Altos Hornos Zapla   |
| 2011      | Atlético Cuyaya     | Gimnasia y Esgrima   |
| 2012      | Gimnasia y Esgrima  | Atlético Gorriti     |
| 2013      | Deportivo Luján     | Los Perales Comercio |
| 2014      | Atlético Cuyaya     | Gimnasia y Esgrima   |
| 2015      | Atlético Palplalá   |                      |
| 2016      |                     |                      |
| 2017      |                     |                      |
| 2018      |                     |                      |

## Ligas afiliadas
La Federación Jujeña está integrada por seis ligas regionales afiliadas al Consejo Federal del Fútbol Argentino, que organizan el fútbol a escala regional en Jujuy.
| Liga                                            | Localidad cabecera            | Jurisdicción territorial                                                 |
| ----------------------------------------------- | ----------------------------- | ------------------------------------------------------------------------ |
| Liga Departamental de Fútbol de El Carmen (LDF) | El Carmen                     | Departamento de El Carmen                                                |
| Liga Jujeña de Fútbol (LJF)                     | San Salvador de Jujuy         | Departamentos de Doctor Manuel Belgrano y Palpalá y la ciudad de Perico. |
| Liga Puneña de Fútbol (LPF)                     | La Quiaca                     | Departamentos de Santa Catalina y Yavi                                   |
| Liga Quebradeña de Fútbol (LQF)                 | Tilcara                       | Departamentos de Humahuaca, Tilcara y Tumbaya                            |
| Liga del Ramal Jujeña de Fútbol (LRJF)          | San Pedro                     | Departamento de San Pedro y parte de Santa Bárbara                       |
| Liga Regional Jujeña de Fútbol (LRJF)           | Libertador General San Martín | Departamento de Ledesma y parte de Santa Bárbara                         |

## Competiciones de clubes
Fútbol
| Torneo                   | Última edición           | Vigente campeón          |
| Competiciones masculinas | Competiciones masculinas | Competiciones masculinas |
| ------------------------ | ------------------------ | ------------------------ |
| Copa Jujuy               | Edición 2024             | Atlético San Pedro       |
| Copa Federación          | Edición 2023             | Defensores de Yuto       |
| Copa Norte               | Edición 2024             | Atlético San Pedro       |
| Competiciones femeninas  |                          |                          |
| Copa Jujuy femenina      | Edición 2024             | Atlético El Carmen       |
| Copa Norte femenina      | Edición 2024             | Atlético Chicoana        |
| Competiciones juveniles  |                          |                          |
|                          |                          |                          |

Futsal
| Torneo                   | Última edición           | Vigente campeón          |
| Competiciones masculinas | Competiciones masculinas | Competiciones masculinas |
| ------------------------ | ------------------------ | ------------------------ |
|                          |                          |                          |
| Competiciones femeninas  |                          |                          |
|                          |                          |                          |

## Clásicos
Se denomina clásico al enfrentamiento de dos equipos cuya rivalidad lleva un largo tiempo, principalmente por encontrarse en barrios, localidades o zonas geográficas cercanas o compartidas. A continuación se realiza un listado de los principales clásicos de fútbol disputados en Jujuy, ordenados por municipio y comisión municipal.
- San Salvador de Jujuy/Palpalá: Gimnasia y Esgrima vs. Altos Hornos Zapla - (Clásico jujeño)
- Palpalá/Perico: Altos Hornos Zapla vs. Talleres (P) - (Clásico jujeño (Moderno))
- Palpalá: Atlético Palpalá vs. Altos Hornos Zapla - (Clásico palpaleño)
- Calilegua: Mitre (C) vs. Unión Calilegua - (Clásico calilegüense)
- El Carmen: Atlético El Carmen vs. Rivadavia (EC) - (Clásico de El Carmen)
- Fraile Pintado: Defensores de Fraile Pintado vs. Peñarol (FP) - (Clásico fraileño)
- La Quiaca: Argentino (LQ) vs. Libertad (LQ) - (Clásico quiaqueño) o el (Clásico del Norte)
- Libertador General San Martín: Alberdi vs. Atlético Ledesma - (Clásico Departamental)
- Libertador General San Martín: Ingeniero Herminio Arrieta vs. San Francisco Bancario - (Clásico del Barrio (Libertador General San Martín))
- Monterrico: Defensores de Monterrico vs. Monterrico San Vicente - (Clásico de Monterrico)
- Perico/San Salvador de Jujuy: Gimnasia y Esgrima (J) vs. Talleres (P) - (Clásico del Éxodo)
- San Pedro: Atlético San Pedro vs. Tiro y Gimnasia - (Clásico sampedreño)
- Alto Comedero: Los Andes FC vs. San Jorge - (Clásico comedereño)
- San Salvador de Jujuy: Cuyaya vs. General Lavalle - (Clásico de la capital (San Salvador de Jujuy))
- San Salvador de Jujuy: Asociación Atlética La Viña vs. El Cruce - (Clásico barrial (San Salvador de Jujuy))